# Bac à sel

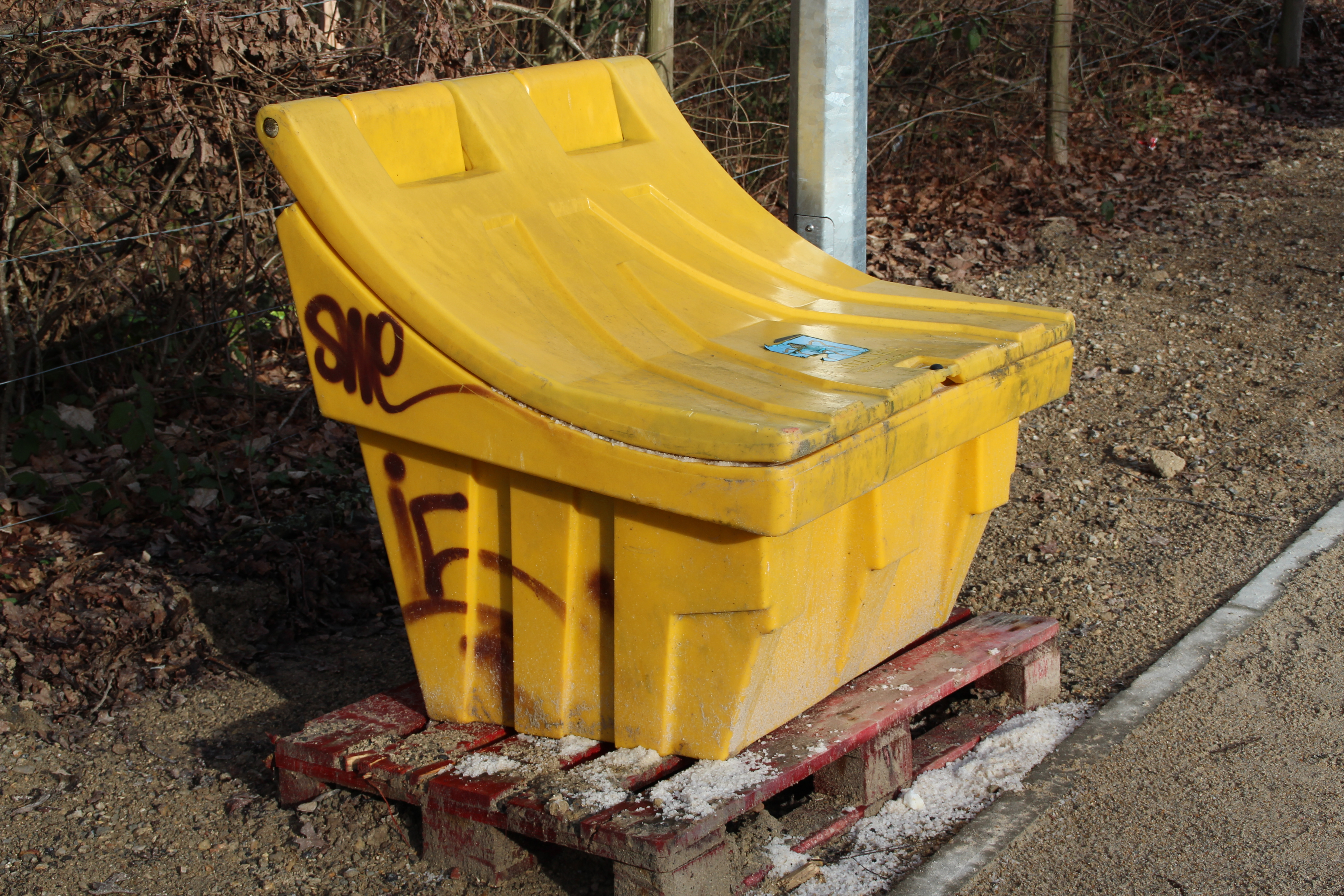
Un bac à sel en France.

Un bac à sel est un bac situé sur la voie publique et rempli de sel, de sable ou d'un autre déglaçant. Son contenu est utilisé pour le salage des trottoirs et des routes afin d'améliorer la sécurité routière sur les voies publiques qui ne sont pas desservies par d'autres moyens, par exemple par une saleuse. Ces bacs sont courants dans les pays où la température hivernale descend sous le point de congélation et qui sont exposés aux chutes de neige ou de pluie verglaçante.

## Description
Les bacs à sel existent en plusieurs formats et contiennent soit du gros sel (chlorure de sodium), soit du sable, soit un mélange de déglaçant et de pierraille. Ils furent initialement faits de béton, de bois ou même en pierre, mais sont maintenant généralement en plastique. Ces derniers sont moins couteux à produire et moins dangereux dans le cas où un piéton ou un véhicule les heurte. Cependant, leur faible poids les rend plus facile à voler, à renverser ou à vandaliser. 
Certains bacs comportent un compartiment où remiser une pelle et une pioche à glace.
Toute personne ou organisation peut utiliser un bac à sel pour déglacer un chemin privé ou public. Le sel ou le mélange de sel, sable et pierraille va permettre de faire fondre la neige et améliorer la friction entre les pneus du véhicule et la route.

## Inconvénients
Les bacs à sel peuvent être soumis au vandalisme et être incendiés. Le couvercle peut également être laissé ouvert, faisant que la pluie ou la neige fondue lavent le sel du mélange. Le problème de renversement d'un bac peut être résolu en les ancrant pour qu'ils ne soient plus déplaçables, ou en les faisant assez grand pour contenir une grosse masse en les faisant tenir d'eux-mêmes.